# Salosvesi och Pettämä
Salosvesi och Pettämä  är en sjö i Finland. Den ligger i kommunen Jämsä i landskapet Mellersta Finland, i den södra delen av landet, 220 km norr om huvudstaden Helsingfors. Salosvesi och Pettämä ligger 102,5 meter över havet. Den är 36,2 meter djup. Arean är 8,98 kvadratkilometer och strandlinjen är 62,86 kilometer lång. Sjön  ingår i Kymmene älvs huvudavrinningsområde.   I omgivningarna runt Salosvesi och Pettämä växer i huvudsak blandskog.